# Vasile Mihai Popov
Vasile Mihai Popov, auch Vasile-Mihai Popov, (* 7. Juli 1928 in Galați) ist ein rumänischer Ingenieur und Mathematiker (angewandte Mathematik), der sich mit Systemtheorie und Kontrolltheorie befasst.

## Leben
Popov schloss 1950 sein Studium der Elektrotechnik (Elektronik) am Polytechnischen Institut in Bukarest ab. Damals befasste er sich mit Frequenzmodulation und parametrischen Oszillatoren. Er war einige Zeit Assistenzprofessor für Elektronik am Polytechnikum und danach am Institut für Energie der Rumänischen Akademie der Wissenschaften, wo er in den 1960er Jahren die Gruppe für Kontrolltheorie leitete. 
Er befasste sich mit der Stabilitätsanalyse nichtlinearer rückgekoppelter Systeme (Popov-Kriterium, Lemma von Kalman–Yakubovich–Popov). Dort führte er in den 1960er Jahren das Konzept der Hyperstabilität ein, worüber 1966 in Rumänisch eine Monographie von ihm erschien, die dann auch in Englisch in der Grundlehren-Reihe erschien.
1968 ging er in die USA, wo er Gastprofessor an der University of California, Berkeley und an der  Stanford University war und Professor an der University of Maryland in College Park (Fakultät für Elektrotechnik) und ab 1975 an der University of Florida in Gainesville (Florida) (Fakultät für Mathematik) wurde. 
1993 ging er in den Ruhestand.
Er ist korrespondierendes Mitglied der rumänischen Akademie der Wissenschaften. 

## Schriften
- Hyperstability of Control Systems,  Grundlehren der mathematischen Wissenschaften 158, Springer 1973